# Futari Etchi
Futari Etchi (ふたりエッチ?, Futari Ecchi) è un manga scritto e disegnato da Katsu Aki. Viene serializzato dal 1997 sulla rivista Young Animal di Hakusensha, editore che raccoglie i singoli capitoli in volumi tankōbon e a novembre 2024 questi ammontano a 92. In Italia, invece, è stato proposto dalla Dynit nel giugno del 2006 sulla collana Princess. La serie è stata interrotta dopo l'uscita del 25º volume il 18 marzo 2009.
La serie vede come protagonisti una coppia di sposini poco più che ventenni, entrambi vergini, e la storia narra delle loro esperienze sessuali. Il manga funge anche da manuale per il sesso, affrontando e spiegando come poter superare tutte le varie problematiche tra i rapporti di coppia, come l'eiaculazione precoce, ansia da prestazione, disfunzione erettile, disfunzione lubrificatoria, ecc; nonché descrive particolarmente varie tecniche e posizioni sessuali. Il termine etchi (エッチ?, ecchi) del titolo deriva dalla pronuncia giapponese della consonante "H", lettera iniziale della parola giapponese hentai, e viene usato colloquialmente dai giapponesi per indicare il sesso e le pratiche erotiche. Al 2018, la serie ha venduto 29,5 milioni di copie ed è nota soprattutto per essere sia un manuale per il sesso che una storia vera e propria.
Così Katsu Aki, l'autore, descrive la propria opera:
Sono stati pubblicati due manga spin-off, Futari Ecchi for Ladies incentrato sulle sessualità delle donne e Futari Ecchi gaiden-sei no dendō-shi Akira che ha come protagonista Akira, uno dei personaggi della serie principale. Sono stati realizzati anche due manuali sul sesso e un artbook. La serie è stata adattata in un mini drama live-action di tre puntate trasmesse nel 2000 su WOWOW oltre che un anime OAV in 4 episodi usciti tra il 2002 e il 2004. Nel 2011 è uscita una webserie trasmessa in streaming sul servizio Ustream e sempre nello stesso anno è iniziata una serie di film cinematografici che si compone di quattro lungometraggi. Nel 2014 è uscita un'ulteriore serie OAV di tre episodi ad opera di Production Reed.

## Trama
Makoto e Yura, entrambi 25 anni, si sono rivolti a un'agenzia matrimoniale per avere un incontro a scopo di matrimonio. Si incontrano, si piacciono e si sposano per scoprirsi entrambi vergini. Superati i primi imbarazzi iniziali, avviandosi alla scoperta della sessualità di coppia, affrontano questa novità cercando di superare insieme le varie difficoltà e l'inesperienza, sperimentando il sesso con la forza del loro amore.

## Personaggi

### Protagonisti
Makoto Onoda (小野田 真?, Onoda Makoto)
Doppiato da: Mitsuo Iwata (radiodramma), Yūji Ueda (OAV 2002), Yūichi Nakamura (OAV 2014), interpretato da: Sō Yamanaka (dorama), Shinnosuke Fukushima (webserie), Riki Miura (primo film) e Hikaru Okada (secondo film)
25 anni, secondogenito di una ricca e buona famiglia facente parte dell'élite. Al liceo faceva parte del club di kendo, perciò ha avuto in genere contatti con un mondo maschile e cameratesco, esperienza che lo ha penalizzato nei confronti del mondo femminile. Adesso lavora come impiegato salaryman in una ditta straniera di cosmetici guadagnando abbastanza da permettersi di lasciare a casa la bellissima moglie. È stato presentato a Yura tramite un omiai. È molto critico nei confronti delle proprie capacità sessuali, ma ciò non gli impedisce di avere fantasie sessuali con una bella ragazza nelle sue vicinanze, anche se rimane sempre fedele a Yura. Tuttavia dopo il suo matrimonio attira l'attenzione di molte ammiratrici. Oltre alla sua inesperienza, Makoto soffre di eiaculazione precoce.
Yura Onoda (小野田 優良?, Onoda Yūra)
Doppiata da: Yumi Ichihara (radiodramma), Tomoko Kawakami (OAV 2002), Ayumi Tsunematsu (OAV 2014), interpretata da: Chika Inada (dorama), Nana Nanaumi (webserie) e Yūri Morishita (film)
25 anni, primogenita; il suo cognome da nubile è Kawada. Bella, ma molto timida, ha frequentato un liceo femminile, fatto che l'ha molto penalizzata nei confronti del mondo maschile. Lavorava come impiegata in un'agenzia di viaggi, ma dopo il viaggio di nozze con Makoto si è ritirata dal lavoro per fare la casalinga. Makoto è il primo uomo che abbia mai baciato e con cui ha fatto sesso. È amorevole, ma estremamente ingenua sulle questioni sessuali ed è troppo timida per provare qualcosa di nuovo da sola anche se nel corso della serie si mostra determinata a superare i suoi limiti ed essere un'amante migliore per Makoto. Inoltre è anche insicura riguardo al suo aspetto, non comprendendo quanto sia bella e affascinante. È anche oggetto di attenzione da parte di molti uomini, anche se quest'ultimo tengono per lo più un atteggiamento passivo nei suoi confronti. Ha anche il talento di stringere amicizia con la maggior parte delle donne che dovrebbe considerare sue rivali per il cuore di Makoto, anche se Makie Sugiyama è un'eccezione notevole. Yura è anche una grande fan dei film horror con gli zombie. Quando era al liceo era un membro del club di tennis.

### Altri personaggi
Rika Kawada (河田 梨香?, Kawada Rika)
Doppiata da: Fumie Kusachi (radiodramma), Naoko Takano (OAV 2002), Chiwa Saitō (OAV 2014), interpretata da: Ayaka Tomoda (webserie) e Miyuki Yokoyama (film)
20 anni, studentessa universitaria; sorella minore di Yura. Carina e molto esperta sessualmente: nonostante la sua giovane età ha "conosciuto" una trentina di uomini diversi; ha circa cinque fidanzati (inclusi gli amanti). Fa da consigliera alla sua inesperta sorella maggiore. Per la maggior parte della serie vive una relazione saltuaria con il suo "fidanzato numero uno" Taku Yamada ma alla fine decide di sposare il figlio del capo di Makoto, Katori, nonostante il loro matrimonio si sciolga rapidamente a seguito di divergenze personali.
Akira Onoda (小野田 明?, Onoda Akira)
Interpretato da: Yuichi Tsuchiya (terzo film)
Fratello maggiore di Makoto, avvocato, sposato con Sanae. Gran ficcanaso, si ritiene l'"Apostolo dell'Amore" e vuole a tutti i costi insegnare al suo inesperto fratellino tutte le tecniche vincenti per fare l'amore. Ha 29 anni e per placare il proprio desiderio sessuale visita spesso i bordelli.
Jun Onoda (小野田 淳?, Onoda Jun)
Interpretata da: Natsumi Kamata (webserie), Kirara Asuka (secondo film)
17 anni, sorella di Makoto. Inizialmente ha una visione piuttosto romantica delle relazioni e la sua ricerca del vero amore la lascia andare alla deriva attraverso una serie di relazioni prima che trovi finalmente la felicità con il suo primo ragazzo, ovvero Yosuke.
Sanae Onoda (小野田 早苗?, Onoda Sanae)
Interpretata da: Sasa Handa (webserie), Rika Kawamura (terzo film)
27 anni, moglie di Akira; cognata di Makoto. È infastidita dall'abitudine di Akira di frequentare i bordelli.
Mamoru Onoda (小野田 守?, Onoda Mamoru)
Interpretato da: Bengaru (terzo film)
52 anni, padre di Makoto. È un dirigente d'azienda eccessivamente sensibile alla sua vita sessuale e troppo protettivo nei confronti della figlia più giovane Jun.
Akiko Onoda (小野田 明子?, Onoda Akiko)
Interpretata da: Motoko Sasaki (terzo film)
54 anni, madre di Makoto. È una casalinga che si dimostra più liberale e incoraggiante di suo marito quando si parla della sua vita sessuale.
Hideki Kawada (河田 秀樹?, Kawada Hideki)
Doppiato da: Ken Mizukoshi (OAV 2014)
49 anni, padre di Yura. È un cameraman che ha una predilezione per cani e gatti e ne alleva un gran numero. È inoltre un fan degli Hanshin Tigers. Sebbene non sia attivo come le sue figlie, gode comunque di una relazione sessuale appagante con sua moglie Chiharu.
Chiharu Kawada (河田 千春?, Kawada Chiharu)
Doppiata da: Aina Yasukuni (OAV 2014)
47 anni, madre di Yura. Dall'aspetto giovanile e dal carattere tenero, si rivela un'appassionata di cani e gatti proprio come suo marito. Soffre spesso di lombalgia.
Kyoko Omiya (大宮 杏子?, Ōmiya Kyōko)
Interpretata da: Momoko Tani (terzo film)
La cugina di secondo grado di Makoto, è un'ostetrica e ginecologa. Su richiesta della madre di Makoto, si trasferì nella porta accanto agli Onoda per incoraggiarli ad avere dei figli. Dalla personalità molto dominante, era ancora vergine all'età di 30 anni, ma alla fine si sistema con Koichiro Matsuzaki.
Taku Yamada (山田 拓?, Yamada Taku)
Doppiato da: Kappei Yamaguchi (OAV 2002), interpretato da: Yukio (webserie)
Il "fidanzato numero uno" di Rika, che è un sessista piuttosto egocentrico. Proprio come Rika, non si preoccupa molto di avere più di una relazione, anche se reagisce gelosamente quando trova la fidanzata vicina ad altri uomini. In seguito Rika lo lascia, si sistema, divorzia e riaccende la loro relazione.
Yosuke Inoue (井上 洋助?, Inoue Yōsuke)
Interpretato da: Rakuto Tochihara (webserie)
Il primo e attuale fidanzato di Jun; nonché suo ex compagno di classe e ora compagno di studi. Jun ha avuto la sua prima volta con lui, ma a causa delle loro opinioni divergenti su una relazione si sono separati per un paio d'anni prima di ritrovarsi. Da allora si sono trasferiti insieme e stanno esplorando e approfondendo i loro sentimenti reciproci.
Megumi Yamaguchi (山口 恵?, Yamaguchi Megumi)
26 anni, coniugata. Amica di Yura fin dai tempi dell'università.
Kanako Omura (大村 かなこ?, Ōmura Kanako)
24 anni, nubile, fidanzata. Amica di Yura fin dai tempi dell'università.

## Media

### Manga
Il manga, scritto e illustrato da Katsu Aki, viene serializzato dal gennaio 1997 sulla rivista bisettimanale Young Animal edita da Hakusensha. I capitoli vengono raccolti in volumi tankōbon a partire dal 29 agosto 1997; al 28 novembre 2024 i volumi totali ammontano a 92. Una storia secondaria intitolata Futari Ecchi for Ladies (ふたりエッチ for Ladies?) è stata serializzata dal dicembre 2002 all'ottobre 2004 sulla testata Silky per un totale di 12 capitoli. Quest'ultima si concentrava sui personaggi femminili della serie. I singoli capitoli sono stati raccolti in 2 volumi tankōbon editi sempre da Hakusensha. Un'altra storia secondaria dal titolo Futari Ecchi gaiden-sei no dendō-shi Akira (ふたりエッチ外伝性の伝道師アキラ?) è stata serializzata dal 23 giugno al 24 novembre 2017 su Young Animal. Questa storia commemora il 20º anniversario della serie ed è stata scritta da Monkey Chop e supervisionata dallo stesso Katsu. I capitoli sono stati raccolti in un singolo volume. Esistono anche due manuali sul sesso e un artbook intitolato Yura Yura.
In Italia è stata pubblicata la serie principale da Dynit nella collana Princess dal 14 giugno 2006 al 18 marzo 2009, interrompendosi al volume 25.

### Radiodramma
Dal 5 gennaio al 30 marzo 1997 è stato trasmesso un radiodramma su Nippon Cultural Broadcasting. Il programma di circa 30 minuti è andato il martedì all'una di notte ed è stato successivamente pubblicato su due CD editi da Bandai Music con il titolo Futari Ecchi: The CD Show (ふたりエッチ THE CD SHOW?).

### OAV
A partire dal 2002, lo studio d'animazione Chaos Project ha prodotto quattro OAV. Questi sono divisi in due parti; la prima è composta dai primi due episodi, usciti rispettivamente il 26 luglio e il 7 settembre 2002; mentre la seconda presenta il terzo e il quarto episodio, pubblicati rispettivamente il 27 novembre 2003 e il 22 gennaio 2004.
| Nº | Titolo italiano (traduzione letterale) Giapponese 「Kanji」 - Rōmaji                   | Prima edizione   | Prima edizione |
| Nº | Titolo italiano (traduzione letterale) Giapponese 「Kanji」 - Rōmaji                   | Giapponese       |                |
| 1  | Sesso per uno, sesso per due 「ひとりエッチ ふたりエッチ」 - Hitori etchi futari etchi | 26 luglio 2002   |                |
| 2  | Kiss Kiss Kiss 「キス・キス・キス」 - Kisu Kisu Kisu                                   | 7 settembre 2002 |                |
| 3  | White Lovers 「ホワイト・ラヴァーズ」 - Howaito Ravāzu                                 | 27 novembre 2003 |                |
| 4  | Yura in costume 「優良・イン・コスチューム」 - Yūra in Kosuchūmu                       | 22 gennaio 2004  |                |

Un'altra serie OAV composta da tre episodi, che racconta una storia originale, è stata distribuita il 10 ottobre 2014 da Production Reed.
| Nº | Titolo italiano (traduzione letterale) Giapponese 「Kanji」 - Rōmaji                                                                    | Prima edizione  | Prima edizione |
| Nº | Titolo italiano (traduzione letterale) Giapponese 「Kanji」 - Rōmaji                                                                    | Giapponese      |                |
| 1  | Il nostro First Climax 「ふたりのファーストクリスマス」 - Futari no Fāsuto Kurisumasu                                                   | 10 ottobre 2014 |                |
| 2  | La Second Impression di una certa studentessa 「とある女子学生のセカンドインプレッション」 - Toaru joshi gakusei no Sekando Inpuresshon | 10 ottobre 2014 |                |
| 3  | Totsuzen Office de Third Love 「突然オフィスでサードラブ」 - Totsuzen Ofisu de Sādo Rabu                                                | 10 ottobre 2014 |                |

### Live-action
Una miniserie live-action in tre parti di Futari Etchi è andata in onda sul canale pay-per-view WOWOW nel 2000. Le parti sono intitolate rispettivamente STEP1 `Otoko no kimochi ♂ yūsha ni naritai' (STEP1「オトコの気持ち♂勇者になりたい」? lett. "STEP 1 (I sentimenti dell'uomo ♂ Voglio essere un eroe)"), STEP2 `On'na no kimochi ♀ kanjite mitai' (STEP2「オンナの気持ち♀感じてみたい」? lett. "STEP2 (Voglio sentire i sentimenti di una donna ♀)") e STEP3 `Futari no kimochi iza Hanemūn!' (STEP3「二人の気持ち いざハネムーン!」? lett. "STEP 3 (I sentimenti di due persone, luna di miele!") e sono state tutte quante dirette da Gen Yamakawa.
Nel numero di giugno 2011 di Young Animal Arashi è stato annunciato che Futari Etchi avrebbe ricevuto un adattamento cinematografico live-action e una webserie.
La webserie è stata trasmessa in streaming sulla piattaforma Ustream e vede Nana Nanaumi e Shinnosuke Fukushima nei panni di Yura e Makoto mentre Takaso Kase e Sasa Handa interpretano rispettivamente Akira Onoda e Sanae Onoda. La serie è stata trasmessa per la prima volta nel luglio 2011 e presenta un totale di quindici episodi dalla durata di 12 minuti. L'intera serie è stata poi pubblicata in cofanetti DVD e Blu-ray il 16 settembre 2011 con tre episodi aggiuntivi e un DVD bonus con un making of.
Il film invece ha visto Yuri Morishita e Riki Miura nei panni di Yura e Makoto ed è stato diretto da Kazuhiro Yokoyama e scritto da Juri Sanemura. Il primo film è uscito il 18 giugno 2011 ed è stato pubblicato in DVD il 2 settembre seguente. In un evento dedicato all'uscita del DVD è stato annunciato che ad ottobre 2011 sarebbero iniziate le riprese di un sequel dal titolo Futari H: Second Kiss (ふたりエッチ セカンド♥キッス?, Futari Ecchi Sekando ♥ Kissu). Hikari Okada sostituisce Miura nei panni di Makoto. Il seguito è uscito nelle sale giapponesi il 17 dicembre 2011.
Proprio come avvenuto in precedenza, è stato annunciato un terzo film durante un evento dedicato all'uscita del DVD del secondo lungometraggio. Il terzo e il quarto film, intitolati rispettivamente Futari Ecchi: Triple Love (ふたりエッチ トリプル♥ラブ?, Futari Ecchi Toripuru ♥ Rabu) e Futari Ecchi: Love Forever (ふたりエッチ ラブ♥フォーエバー?, Futari Ecchi Rabu ♥ Fōebā), sono usciti entrambi il 12 maggio 2015 e sono stati pubblicati in DVD il 15 giugno e il 3 agosto dello stesso anno.

## Accoglienza
Al 2018, il manga ha venduto in totale 29,5 milioni di copie, 27 milioni in Giappone, comprese le copie digitali, e 2,5 milioni all'estero.